# モーニング娘。10年記念展
モーニング娘。10年記念展（モーニングむすめ じゅうねん きねんてん）とは、モーニング娘。誕生10周年を記念して開催された展示会およびトークショーのことである。
公式な略称は「モー。10」（モーてん）。

## 概要
モーニング娘。が1997年に誕生し、2007年に丸10周年を迎えた。そこで誕生から現在までの軌跡を展示したイベントが大阪および東京で催行された。また、モーニング娘。OG（元メンバー）によるトークショーも開催された。
展示内容としては、歴代メンバーの衣装・手形・思い出の品、モーニング娘。関連の各種グッズ、モーニング娘。の歴史年表、トロフィー、歴代ファンクラブ会報のほか、『ハロモニ@』の「しっぽ～ち」とその前番組『ハロー!モーニング。』のゴマキペンギンなどのコントの衣装などがあった。また、モーニング娘。の歴代メンバーや現メンバーからのメッセージビデオや過去のモーニング娘。の楽曲のプロモーションビデオも上映された。
両会場共、展示会場に特別ステージが設けられ、大阪会場ではハロプロ関西（現・SI☆NA）が、東京会場ではハロプロエッグの一部メンバーがトークを行った。
なお、ハロプロ関係のイベントと同様に記念グッズの販売やハロー!プロジェクトオフィシャルショップの臨時出店も行われたほか、このイベントの開催直前に『ハロモニ@』で告知を放送した。

## スケジュール
大阪
- 日程：2007年9月15日・16日
- 場所：京セラドーム大阪 スカイホール

東京
- 日程：2007年9月23日・24日
- 場所：サンシャインシティ文化会館2階 展示ホールD

## 出演者
大阪
- トークショー：安倍なつみ・保田圭
- 特別ステージ：ハロプロ関西（現・SI☆NA）

東京
- トークショー：中澤裕子・保田圭・石川梨華・吉澤ひとみ
- 特別ステージ：吉川友・北原沙弥香・森咲樹・小川紗季（以上ハロプロエッグ）